# 勞達航空 (2018年)
勞達航空（英語：Laudamotion）是一家奥地利的廉价航空公司，隶属于欧洲最大廉航——瑞安航空。其总部位于奥地利施韦夏特，近维也纳。劳达航空与瑞安航空、英国瑞安航空和巴茲航空 (瑞安航空)共同构成了瑞安航空大家族。